# Chlorida denticulata
Chlorida denticulata là một loài bọ cánh cứng trong họ Cerambycidae.